# Земська вулиця (Прилуки)
Вулиця Земська — вулиця у місті Прилуки. Пролягає від вулиці Івана Скоропадського до вулиці Дмитра Шкоропада. Вулиця розташована у центральній частині міста.
Прилучаються вулиці Київська — Миколаївська — Костянтинівська — 1 Травня.
Нумерація йде від центру (№ 2-76, 1-77).

## Історія
Прокладена у 1-й половині 19 ст., згідно з Генеральним планом забудови міста 1802 року.
Найдавніша її назва — Старо-Іванівська
(згадана 1888 року), пов'язана з тим, що перша дерев'яна Іванівська церква була збудована (1709) на розі сучасних вулиць Івана Скоропадського та Земської. Мурована Іванівська церква ж була споруджена (1865) на новому місці; вулиця, де вона розташована, стала називатися Іванівською.
Старо-Іванівська вулиця перейменована на Земську наприкінці 19 ст., коли відзначалося 25-річчя введення місцевого (земського) управління.
1925 вулиця названа іменем Карла Маркса. Рішенням сесії міськради від 31 травня 2001 року вулиці повернута її історична
назва — Земська.
Збереглися будинки оригінальної архітектури 19 — поч. 20 ст. : № 4, 11 (колишня синагога, 1872), 13 (особняк Кисловського), 18, 20, 23, 29. У дворі будинку № 4 збереглася однокамерна кам'яниця Скоропадського зі склепінним перекриттям.
У будинку № 50 народився (1923) і жив (до 1940) професор, доктор технічних наук Д. О. Шкоропад.

## Установи
- Міжміське Бюро технічної інвентаризації (№ 4);
- Туберкульозний диспансер (№ 9);
- Музична школа (№ 11);
- фізіотерапевтичне відділення міської лікарні (№ 13);
- організація Українського товариства сліпих (УТОС) (№ 21);
- школа № 7 (№ 36);
- взуттєва фабрика (№ 68);
- будівельне управління № 8 (№ 76).